# Problemista (película)
Problemista es una película de comedia surrealista estadounidense de 2023 escrita, dirigida y coproducida por Julio Torres. Está protagonizada por Torres, Tilda Swinton, RZA, Greta Lee, Catalina Saavedra, James Scully e Isabella Rosselini. La película sigue a un aspirante a diseñador de juguetes de El Salvador que comienza a trabajar para un marginado errático del mundo del arte en la ciudad de Nueva York, con la esperanza de quedarse en el país y hacer realidad su sueño antes de que expire su visa de trabajo.
Tuvo su estreno mundial en South by Southwest el 14 de marzo de 2023 y fue estrenada el 1 de marzo de 2024 por A24.

## Reparto
- Julio Torres como Alejandro[2]
- Tilda Swinton como Elizabeth[2]
- RZA como Bobby[2]
- Isabella Rossellini como la narradora[2]
- Catalina Saavedra como Dolores[2]
- James Scully como Bingham[2]
- Laith Nakli como Khalil[2]
- Spike Einbinder como Spray[2]
- Greta Lee como Dalia[2]
- Larry Owens como Craigslist[2]
- Kelly McCormack como Sharon[2]
- Greta Titelman como Celeste[2]
- Megan Stalter como Lili[2]

## Producción
En julio de 2021, se anunció que Tilda Swinton protagonizaría la película y Julio Torres la coprotagonizaría y dirigiría, a partir de un guion que él escribió, y A24 se encargaría de financiarla y distribuirla. En noviembre de 2021, RZA, Isabella Rossellini, Greta Lee, Spike Einbinder, Laith Nakil, Larry Owens, James Scully y Greta Titelman se unieron al elenco de la película. Emma Stone se desempeña como productora a través de Fruit Tree.
La fotografía principal comenzó en noviembre de 2021 en la ciudad de Nueva York.

## Estreno
Tuvo su estreno mundial en South by Southwest el 13 de marzo de 2023. Su estreno estaba previsto para el 4 de agosto de 2023, antes de que se retrasara debido a la Huelga SAG-AFTRA 2023. Finalmente se reprogramó para su estreno el 1 de marzo de 2024.